# Olympische Sommerspiele 2024/Leichtathletik – 200 m (Frauen)
Der 200-Meter-Lauf der Frauen bei den Olympischen Spielen 2024 in Paris fand vom 4. August 2024 bis zum 6. August 2024 im Stade de France statt.

## Aktuelle Titelträgerinnen
| Olympiasiegerin                        | Elaine Thompson-Herah ( Jamaika)     | 21,53 s | Tokio 2020     |
| Weltmeisterin                          | Shericka Jackson ( Jamaika)          | 21,41 s | Budapest 2023  |
| Europameisterin                        | Mujinga Kambundji ( Schweiz)         | 22,49 s | Rom 2024       |
| Nord-/Zentralamerika-/Karibikmeisterin | Brittany Brown ( Vereinigte Staaten) | 22,35 s | Freeport 2022  |
| Südamerikameisterin                    | Nicole Caicedo ( Ecuador)            | 22,81 s | São Paulo 2023 |
| Asienmeisterin                         | Shanti Pereira ( Singapur)           | 22,70 s | Bangkok 2023   |
| Afrikameisterin                        | Jessika Gbai ( Elfenbeinküste)       | 22,84 s | Douala 2024    |
| Ozeanienmeisterin                      | Torrie Lewis ( Australien)           | 23,14 s | Suva 2024      |

## Rekorde

### Bestehende Rekorde
| Weltrekord         | Florence Griffith-Joyner ( Vereinigte Staaten) | 21,34 s | Finale Seoul, Südkorea | 29. September 1988 |
| Olympischer Rekord | Florence Griffith-Joyner ( Vereinigte Staaten) | 21,34 s | Finale Seoul, Südkorea | 29. September 1988 |

### Rekordverbesserung
Mit einer Zeit von 22,79 s stellte die schwedische Athletin Julia Henriksson im ersten Vorlauf am 4. August 2024 einen neuen Nationalrekord auf.

## Vorläufe
4. August 2024, 10:55 Uhr
Für das Halbfinale qualifizierten sich die ersten drei Athletinnen aller sechs Vorläufe. Alle restlichen Athletinnen mit gültigen Leistungen (nicht DSQ, DNF oder DNS) qualifizierten sich für die Hoffnungsrunde.

### Vorlauf 1
Wind: +1,4 m/s
| Rang | Athletin                 | Nation         | Zeit (s) | Anmerkung |
| ---- | ------------------------ | -------------- | -------- | --------- |
| 1    | Julien Alfred            | St. Lucia      | 22,41    | Q         |
| 2    | Gémima Joseph            | Frankreich     | 22,72    | Q         |
| 3    | Julia Henriksson         | Schweden       | 22,79    | Q, NR     |
| 4    | Torrie Lewis             | Australien     | 22,89    | Re, PB    |
| 5    | Lorène Bazolo            | Portugal       | 23,10    | Re, SB    |
| 6    | Léonie Pointet           | Schweiz        | 23,42    | Re        |
| 7    | Olga Safronowa           | Kasachstan     | 23,58    | Re        |
|      | Marie-Josée Ta Lou-Smith | Elfenbeinküste | DNS      |           |

### Vorlauf 2
Wind: 0,0 m/s
| Rang | Athletin             | Nation             | Zeit (s) | Anmerkung |
| ---- | -------------------- | ------------------ | -------- | --------- |
| 1    | Gabrielle Thomas     | Vereinigte Staaten | 22,20    | Q         |
| 2    | Niesha Burgher       | Jamaika            | 22,54    | Q         |
| 3    | Mujinga Kambundji    | Schweiz            | 22,75    | Q         |
| 4    | Jacqueline Madogo    | Kanada             | 22,78    | Re, PB    |
| 5    | Anahí Suárez         | Ecuador            | 23,33    | Re        |
| 6    | Dalia Kaddari        | Italien            | 23,49    | Re        |
| 7    | Cecilia Tamayo-Garza | Mexiko             | 23,65    | Re        |

### Vorlauf 3
Wind: 0,0 m/s
| Rang | Athletin         | Nation         | Zeit (s) | Anmerkung |
| ---- | ---------------- | -------------- | -------- | --------- |
| 1    | Daryll Neita     | Großbritannien | 22,39    | Q         |
| 2    | Tasa Jiya        | Niederlande    | 22,74    | Q         |
| 3    | Hélène Parisot   | Frankreich     | 22,99    | Q         |
| 4    | Nicole Caicedo   | Ecuador        | 23,18    | Re        |
| 5    | Nora Lindahl     | Schweden       | 23,33    | Re        |
| 6    | Martyna Kotwiła  | Polen          | 23,43    | Re        |
| 7    | Anna Bongiorni   | Italien        | 23,49    | Re        |
|      | Shericka Jackson | Jamaika        | DNS      |           |

### Vorlauf 4
Wind: 0,0 m/s
| Rang | Athletin              | Nation             | Zeit (s) | Anmerkung |
| ---- | --------------------- | ------------------ | -------- | --------- |
| 1    | McKenzie Long         | Vereinigte Staaten | 22,55    | Q         |
| 2    | Jessika Gbai          | Elfenbeinküste     | 22,61    | Q         |
| 3    | Audrey Leduc          | Kanada             | 22,88    | Q         |
| 4    | Jaël Bestué           | Spanien            | 23,17    | Re        |
| 5    | Kryszina Zimanouskaja | Polen              | 23,30    | Re        |
| 6    | Mia Gross             | Australien         | 23,36    | Re        |
| 7    | Aimara Nazareno       | Ecuador            | 23,52    | Re        |
| 8    | Lorraine Martins      | Brasilien          | 23,68    | Re        |

### Vorlauf 5
Wind: +0,2 m/s
| Rang | Athletin               | Nation             | Zeit (s) | Anmerkung |
| ---- | ---------------------- | ------------------ | -------- | --------- |
| 1    | Brittany Brown         | Vereinigte Staaten | 22,38    | Q         |
| 2    | Lanae-Tava Thomas      | Jamaika            | 22,70    | Q         |
| 3    | Bianca Williams        | Großbritannien     | 22,77    | Q         |
| 4    | Polyniki Emmanouilidou | Griechenland       | 23,06    | Re        |
| 5    | Olivia Fotopoulou      | Zypern             | 23,07    | Re        |
| 6    | Boglárka Takács        | Ungarn             | 23,16    | Re        |
| 7    | Imke Vervaet           | Belgien            | 23,20    | Re        |
| 8    | Shanti Pereira         | Singapur           | 23,21    | Re        |

### Vorlauf 6
Wind: +0,5 m/s
| Rang | Athletin          | Nation                   | Zeit (s) | Anmerkung |
| ---- | ----------------- | ------------------------ | -------- | --------- |
| 1    | Favour Ofili      | Nigeria                  | 22,24    | Q, SB     |
| 2    | Dina Asher-Smith  | Großbritannien           | 22,28    | Q         |
| 3    | Gina Bass Bittaye | Gambia                   | 22,84    | Q, SB     |
| 4    | Maboundou Koné    | Elfenbeinküste           | 22,87    | Re, SB    |
| 5    | Adaejah Hodge     | Britische Jungferninseln | 23,00    | Re        |
| 6    | Ida Karstoft      | Dänemark                 | 23,01    | Re        |
| 7    | Li Yuting         | China                    | 23,31    | Re        |
| 8    | Ana Azevedo       | Brasilien                | 23,37    | Re        |

## Hoffnungsrunde
5. August 2024, 12:50 Uhr
Für das Halbfinale qualifizierten sich die erstplatzierten Athletinnen aller vier Hoffnungsläufe sowie die Athletinnen mit den zwei schnellsten restlichen Zeiten.

### Hoffnungslauf 1
Wind: +0,6 m/s
| Rang | Athletin               | Nation                   | Zeit (s) | Anmerkung |
| ---- | ---------------------- | ------------------------ | -------- | --------- |
| 1    | Jacqueline Madogo      | Kanada                   | 22,58    | Q, PB     |
| 2    | Adaejah Hodge          | Britische Jungferninseln | 22,94    | q         |
| 3    | Polyniki Emmanouilidou | Griechenland             | 22,99    | q         |
| 4    | Lorène Bazolo          | Portugal                 | 23,08    | SB        |
| 5    | Aimara Nazareno        | Ecuador                  | 23,35    |           |
| 6    | Ana Azevedo            | Brasilien                | 23,44    |           |
| 7    | Shanti Pereira         | Singapur                 | 23,45    |           |

### Hoffnungslauf 2
Wind: +0,6 m/s
| Rang | Athletin         | Nation         | Zeit (s) | Anmerkung |
| ---- | ---------------- | -------------- | -------- | --------- |
| 1    | Maboundou Koné   | Elfenbeinküste | 22,89    | Q         |
| 2    | Boglárka Takács  | Ungarn         | 23,05    |           |
| 3    | Li Yuting        | China          | 23,24    |           |
| 4    | Martyna Kotwiła  | Polen          | 23,50    |           |
| 5    | Anahí Suárez     | Ecuador        | 23,54    |           |
| 6    | Lorraine Martins | Brasilien      | 23,82    |           |
|      | Dalia Kaddari    | Italien        | DNS      |           |

### Hoffnungslauf 3
Wind: −0,4 m/s
| Rang | Athletin              | Nation     | Zeit (s) | Anmerkung |
| ---- | --------------------- | ---------- | -------- | --------- |
| 1    | Olivia Fotopoulou     | Zypern     | 22,92    | Q, =SB    |
| 2    | Kryszina Zimanouskaja | Polen      | 23,01    |           |
| 3    | Nicole Caicedo        | Ecuador    | 23,04    |           |
| 4    | Mia Gross             | Australien | 23,34    |           |
| 5    | Cecilia Tamayo-Garza  | Mexiko     | 23,49    |           |
|      | Anna Bongiorni        | Italien    | DNS      |           |
|      | Ida Karstoft          | Dänemark   | DNS      |           |

### Hoffnungslauf 4
Wind: −0,9 m/s
| Rang | Athletin       | Nation     | Zeit (s) | Anmerkung |
| ---- | -------------- | ---------- | -------- | --------- |
| 1    | Torrie Lewis   | Australien | 23,08    | Q         |
| 2    | Jaël Bestué    | Spanien    | 23,22    |           |
| 3    | Imke Vervaet   | Belgien    | 23,33    |           |
| 4    | Léonie Pointet | Schweiz    | 23,37    |           |
| 5    | Nora Lindahl   | Schweden   | 23,51    |           |
| 6    | Olga Safronowa | Kasachstan | 23,70    |           |

## Halbfinale
5. August 2024, 20:45 Uhr
Für das Finale qualifizierten sich die ersten zwei Athletinnen der drei Läufe sowie die Athletinnen mit den zwei schnellsten restlichen Zeiten.

### Lauf 1
Wind: 0,0 m/s
| Rang | Athletin        | Nation                   | Zeit (s) | Anmerkung |
| ---- | --------------- | ------------------------ | -------- | --------- |
| 1    | Julien Alfred   | St. Lucia                | 21,98    | Q         |
| 2    | Favour Ofili    | Nigeria                  | 22,05    | Q, SB     |
| 3    | McKenzie Long   | Vereinigte Staaten       | 22,30    | q         |
| 4    | Bianca Williams | Großbritannien           | 22,58    | SB        |
| 5    | Maboundou Koné  | Elfenbeinküste           | 22,65    | SB        |
| 6    | Audrey Leduc    | Kanada                   | 22,68    |           |
| 7    | Gémima Joseph   | Frankreich               | 22,69    |           |
| 8    | Adaejah Hodge   | Britische Jungferninseln | 22,70    |           |

### Lauf 2
Wind: +0,2 m/s
| Rang | Athletin               | Nation             | Zeit (s) | Anmerkung |
| ---- | ---------------------- | ------------------ | -------- | --------- |
| 1    | Gabrielle Thomas       | Vereinigte Staaten | 21,86    | Q         |
| 2    | Dina Asher-Smith       | Großbritannien     | 22,31    | Q         |
| 3    | Hélène Parisot         | Frankreich         | 22,55    | PB        |
| 4    | Mujinga Kambundji      | Schweiz            | 22,63    |           |
| 5    | Niesha Burgher         | Jamaika            | 22,64    |           |
| 6    | Tasa Jiya              | Niederlande        | 22,801   |           |
| 7    | Jacqueline Madogo      | Kanada             | 22,807   |           |
| 8    | Polyniki Emmanouilidou | Griechenland       | 23,18    |           |

### Lauf 3
Wind: +0,1 m/s
| Rang | Athletin          | Nation             | Zeit (s) | Anmerkung |
| ---- | ----------------- | ------------------ | -------- | --------- |
| 1    | Brittany Brown    | Vereinigte Staaten | 22,12    | Q         |
| 2    | Daryll Neita      | Großbritannien     | 22,24    | Q         |
| 3    | Jessika Gbai      | Elfenbeinküste     | 22,36    | q, PB     |
| 4    | Gina Bass Bittaye | Gambia             | 22,66    | SB        |
| 5    | Lanae-Tava Thomas | Jamaika            | 22,77    |           |
| 6    | Julia Henriksson  | Schweden           | 22,88    |           |
| 7    | Torrie Lewis      | Australien         | 22,92    |           |
| 8    | Olivia Fotopoulou | Zypern             | 22,98    |           |

## Finale
6. August 2024, 21:40 Uhr
Wind: −0,6 m/s
| Rang | Athletin         | Nation             | Zeit (s) | Anmerkung |
| ---- | ---------------- | ------------------ | -------- | --------- |
| 1    | Gabrielle Thomas | Vereinigte Staaten | 21,83    |           |
| 2    | Julien Alfred    | St. Lucia          | 22,08    |           |
| 3    | Brittany Brown   | Vereinigte Staaten | 22,20    |           |
| 4    | Dina Asher-Smith | Großbritannien     | 22,22    |           |
| 5    | Daryll Neita     | Großbritannien     | 22,23    |           |
| 6    | Favour Ofili     | Nigeria            | 22,24    |           |
| 7    | McKenzie Long    | Vereinigte Staaten | 22,42    |           |
| 8    | Jessika Gbai     | Elfenbeinküste     | 22,70    |           |